# Steven Bergwijn
Steven Charles Bergwijn (* 8. října 1997 Amsterdam) je nizozemský profesionální fotbalista, který hraje na pozici křídelníka za nizozemský tým AFC Ajax a za nizozemský národní tým.

## Klubová kariéra

### Mládežnická kariéra
Bergwijn se narodil v Amsterdamu, oba jeho rodiče pocházeli ze Surinamu. V mládí byl členem akademie Ajaxu Amsterdam, avšak po konfliktu s jedním z trenérů z akademie odešel do juniorského výběru PSV Eindhovenu.
V roce 2014 se stal Bergwijn členem rezervního týmu PSV Eindhovenu. Svůj první zápas odehrál 9. srpna 2014 v utkání druhé nizozemské ligy proti Achillesu '29. Svůj první gól za klub vstřelil 14. října v ligovém utkání proti Jong Ajax.

### PSV Eindhoven
V době, kdy hrál Bergwijn za rezervu, začal postupně nastupovat také za A-tým PSV. Svůj debut odehrál 29. října 2014 v utkání nizozemského fotbalového poháru proti tým Almere City. K prvnímu zápasu v Eredivisii nastoupil 10. května 2020 proti Heracles Almelo. V sezóně Eredivisie 2017/18 pomohl Eindhovenu k zisku ligového titulu, když ve 32 utkáních vstřelil 8 gólů, ke kterým přidal 11 asistencí.

### Tottenham Hotspur FC
Dne 29. ledna 2020 přestoupil z PSV do anglického Tottenhamu Hotspur za 30 milionů eur. Svůj debut odehrál v utkání Premier League proti Manchesteru City. V tomto utkání vstřelil také svůj první gól v dresu Tottenhamu a byl vyhlášen nejlepším hráčem utkání.

### AFC Ajax
Bergwijn přestoupil v létě 2022 z Tottenhamu do Ajaxu. Úřadující nizozemský šampion zaplatil 31,25 milionu eur, čímž z Bergwijna udělal svoji historicky nejdražší posilu. Ten podepsal smlouvu do roku 2027.

## Reprezentační kariéra
Bergwijn reprezentoval Nizozemsko v několik mládežnických kategoriích.
Svůj debut v seniorské reprezentaci odehrál 13. října 2018 v utkání Ligy národů UEFA proti Německu.

## Úspěchy a ocenění

### PSV Eindhoven
- Eredivisie: 2014/15, 2015/16, 2017/18
- Johan Cruyff Shield: 2015, 2016